# Erupção freatomagmática

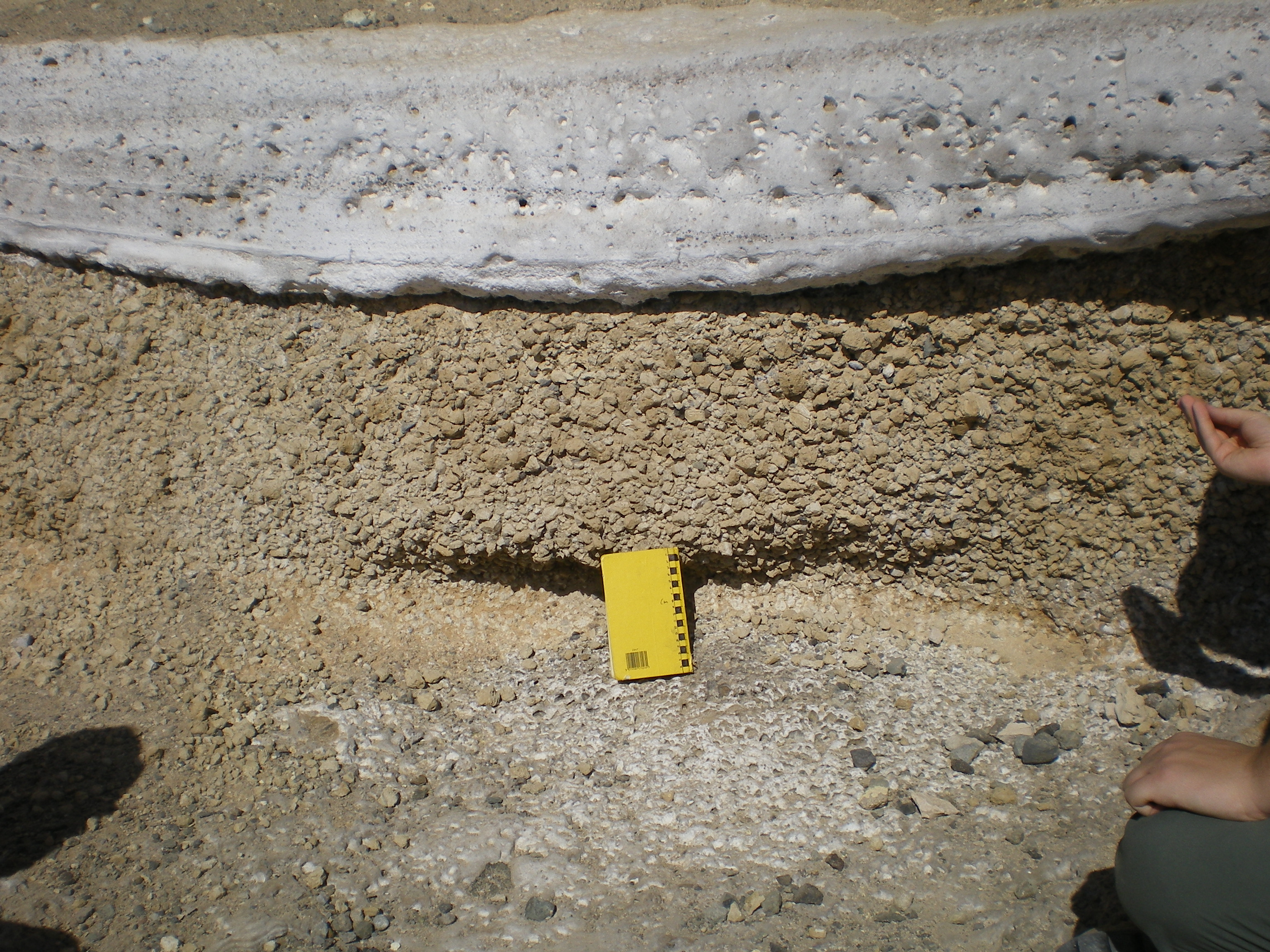
Depósito de cinzas de origem freatovulcânica a recobrir uma camada de bagacina de origem magmática.

Freatomagmatismo ou erupção freatomagmática  é a designação dada a um tipo de erupção vulcânica que produz ejecta juvenis cujas características resultam da interacção entre água e um magma. Pelas características das rochas e formações que produzem, estas erupções distinguem-se das erupções magmáticas e das erupções freáticas, já que os seus produtos contêm clastos juvenis, o que não ocorre nas erupções freáticas, e são o resultado da interacção entre o magma e a água, o que os diferencia dos produtos da erupções magmáticas. As grandes erupções explosivas apresentam em geral componentes magmáticas e hidromagmáticas em diferentes proporções e fases eruptivas.